# Bataille de Dangdala
Insurrection de Boko Haram
Batailles
La bataille de Dangdala a lieu le 22 mars 2019 pendant l'insurrection de Boko Haram.

## Déroulement
Dans la nuit du 21 au 22 mars 2019, des djihadistes de l'État islamique en Afrique de l'Ouest venus du Niger attaquent une position de l'armée tchadienne à Dangdala, une localité située près de la ville de Ngouboua, sur la rive nord-est du Lac Tchad,,,. Le combat débute vers 1 heure du matin. Selon RFI, l'attaque est menée par une trentaine d'hommes à cheval. Les assaillants s'emparent de matériel militaire, puis ils prennent la fuite en direction du Niger,.

## Pertes
Selon des sources de l'AFP et de l'agence Reuters, les combats font 23 morts dans les rangs des militaires tchadiens,. RFI donne également un bilan de 23 morts et quatre blessés.
Il s'agit alors pour l'armée tchadienne des plus lourdes pertes dans un combat contre les djihadistes de l'État islamique en Afrique de l'Ouest,.

## Conséquences
Le soir du 22 mars, le chef d'état-major des armées tchadiennes, Brahim Seid Mahamat, est limogé et est remplacé par le général Taher Erda.